# Didier Cuche
Didier Cuche (* 16. srpna 1974 Le Pâquier) je bývalý švýcarský alpský lyžař, specialista na rychlostní sjezdové disciplíny, především sjezd a Super-G. 
Je držitelem stříbrné olympijské medaile z Nagana 1998 v Super-G, mistr světa z Val d'Isere 2009 a má i další tři medaile z MS (2× stříbro a 1× bronz). Ve Světovém poháru se 67krát dostal na stupně vítězů, a z toho 21krát vyhrál. Čtyřikrát skončil třetí v celkovém pořadí SP a získal tři malé křišťálové glóby za prvenství ve světovém poháru v jednotlivých disciplínách. V roce 2012 překonal rekord Franze Klammera, když popáté v kariéře vyhrál slavný sjezd Hahnenkamm v Kitzbühelu. Zároveň před tímto závodem oznámil konec kariéry po sezóně 2011/2012.

## Sportovní úspěchy

### Olympijské hry
| Olympiáda           | Místo     | Datum         | Disciplína  | Výsledek  |
| ------------------- | --------- | ------------- | ----------- | --------- |
| Nagano 1998         | Nagano    | 13. únor 1998 | sjezd       | 8. místo  |
| Nagano 1998         | Nagano    | 16. únor 1998 | Super-G     | 2. místo  |
| Salt Lake City 2002 | Snowbasin | 10. únor 2002 | sjezd       | 14. místo |
| Salt Lake City 2002 | Snowbasin | 16. únor 2002 | Super-G     | DSQ1      |
| Salt Lake City 2002 | Park City | 21. únor 2002 | obří slalom | 10. místo |
| Torino 2006         | Sestriere | 18. únor 2006 | Super-G     | 12. místo |
| Torino 2006         | Sestriere | 20. únor 2006 | obří slalom | 19. místo |

### Mistrovství světa
- 1999 Vail – 8. (Super-G), 14. (sjezd)
- 2001 St. Anton – 5. (Super-G), 16. (obří slalom), DNF (sjezd)
- 2003 St. Moritz – 4. (sjezd), 11. (Super-G), 12. (obří slalom),
- 2007 Åre – 3. (obří slalom), 4. (Super-G), 6. (sjezd)
- 2009 Val d'Isere – 1. (Super-G), 2. (sjezd), 6. (obří slalom),

### Světový pohár

#### Vítězství v pořadí disciplíny v sezóně
| Ročník    | Disciplína  |
| --------- | ----------- |
| 2006/2007 | Sjezd       |
| 2007/2008 | Sjezd       |
| 2008/2009 | Obří slalom |

#### Umístění v celkové klasifikaci
- 1996/1997 – 92.
- 1997/1998 – 8.
- 1998/1999 – 15.
- 1999/2000 – 12.
- 2000/2001 – 10.
- 2001/2002 – 3.
- 2002/2003 – 5.
- 2003/2004 – 13.
- 2004/2005 – 17.
- 2005/2006 – 34.
- 2006/2007 – 3.
- 2007/2008 – 3.
- 2008/2009 – 3.

#### Vítězství v závodech světového poháru
1. Kitzbühel – 23. leden 1998 (sjezd)
2. Adelboden – 5. leden 2002 (obří slalom)
3. Altenmarkt – 7. březen 2002 (Super-G)
4. Beaver Creek – 8. prosinec 2002 (Super-G)
5. Garmisch-Partenkirchen – 30. leden 2004 (sjezd)
6. Kvitfjell – 10. březen 2007 (sjezd)
7. Val Gardena – 14. prosinec 2007 (Super-G)
8. Kitzbühel – 19. leden 2008 (sjezd)
9. Sestriere – 21. únor 2009 (obří slalom)
10. Sölden – 25. říjen 2009 (obří slalom)
11. Lake Louise – 28. listopad 2009 (sjezd)
12. Kitzbühel – 22. leden 2010 (Super-G)
13. Kitzbühel – 23. leden 2010 (sjezd)
14. Kvitfjell – 6. březen 2010 (sjezd)
15. Kitzbühel – 22. leden 2011 (sjezd)
16. Chamonix – 29. leden 2011 (sjezd)
17. Kvitfjell – 13. březen 2011 (Super-G)
18. Lake Louise – 26. listopad 2011 (sjezd)
19. Kitzbühel – 21. leden 2012 (sjezd)
20. Garmisch-Partenkirchen – 28. leden 2012 (sjezd)

- 20 vítězství (12 sjezdů,5 Super-G a 3 obří slalomy)